# Estilización

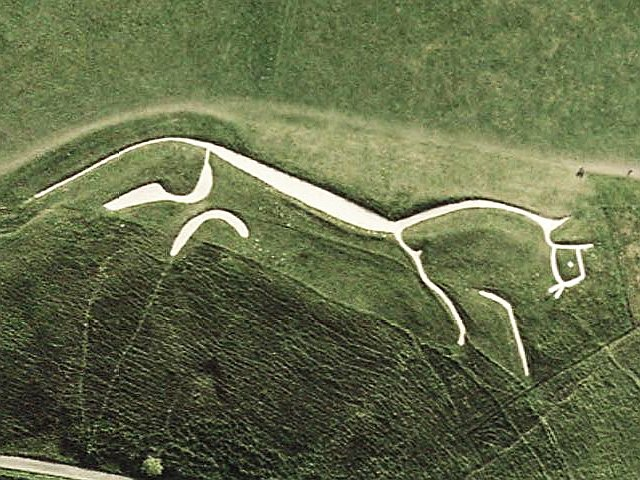
El caballo blanco de Uffington (Uffington White Horse) es una representación estilizada de un caballo, a gran escala.

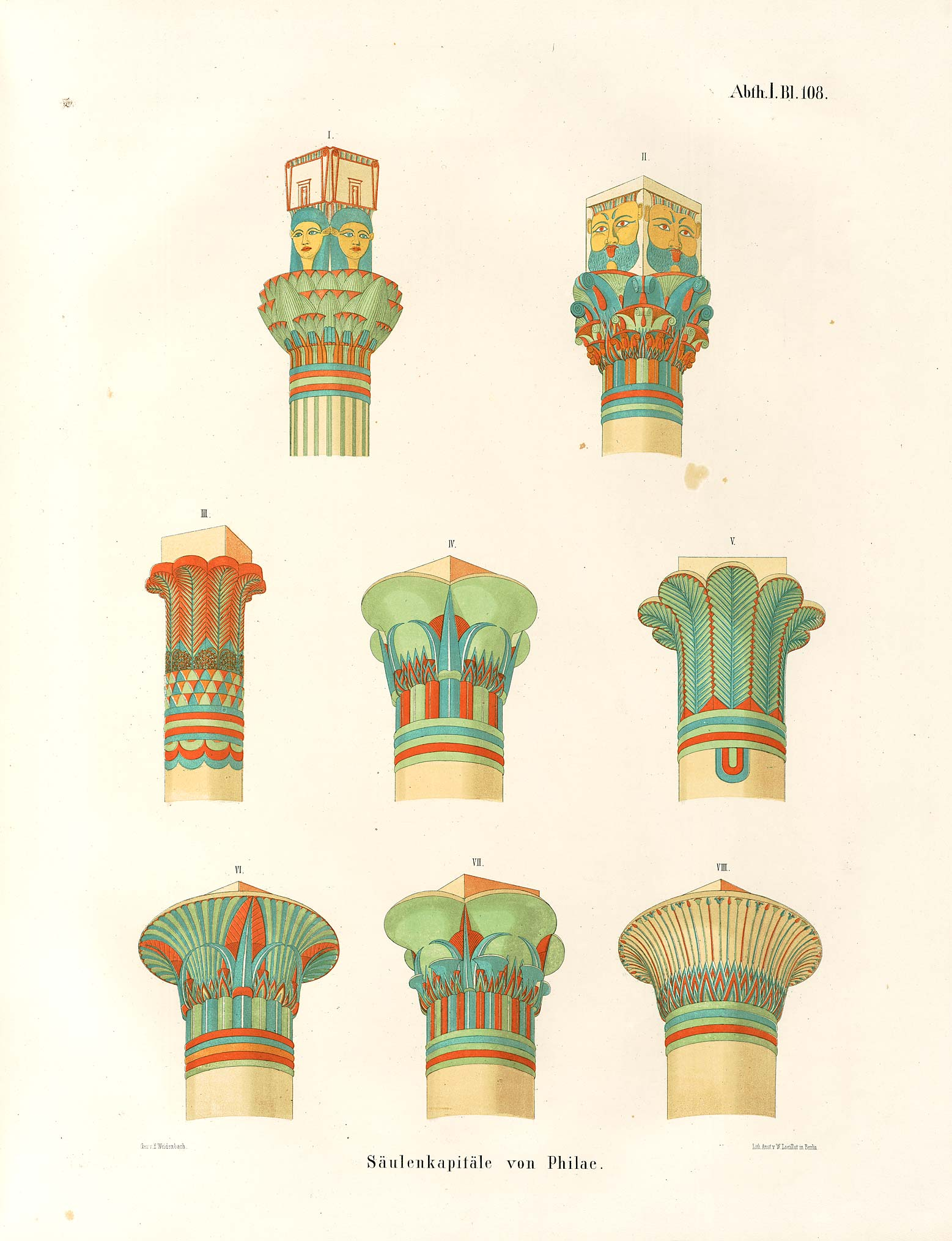
Los capiteles egipcios son representaciones estilizadas que recuerdan su origen vegetal; como también ocurre con los órdenes clásicos.

Estilización y estilizado es una forma de realizar representaciones visuales (arte figurativo) de forma simplificada. Los objetos o escenas no se intentan reproducir de forma completa y precisa en cuanto a su apariencia visual (mimesis o realismo en el arte), para conseguir una representación más expresiva, significativa o atractiva. Como interpretación convencional de la forma de un objeto, se acentúan sus rasgos haciéndolos más delicados y finos, reduciéndolos a sus líneas más básicas.
Técnicamente, la estilización ha sido definida como "la generalización decorativa de figuras y objetos mediante varias técnicas convencionales, incluyendo la simplificación de la línea, forma y relaciones de espacio y color"; observándose que el "arte estilizado reduce la percepción visual a constructos de patrones en línea, elaboración de superficie y espacio aplanado"
Las representaciones estilizadas, en distinto grado y con distintos efectos, son usuales en todo tipo de épocas, estilos, culturas y civilizaciones; tanto en el arte primitivo (primitivismo) como en el arte clásico, tanto en el arte antiguo como en el arte moderno, tanto en el arte académico como el vanguardista, y tanto en el arte elitista como en el arte popular (y este tanto en su acepción de arte tradicional como en las formas actuales de arte popular -por ejemplo, en el cómic o en los dibujos animados-). Motivos propios de las artes decorativas como la palmeta o el arabesco son usualmente versiones estilizadas de figuras vegetales.
Incluso en el arte con más pretensiones de "realismo" o mimesis es usual un cierto grado de estilización en los detalles, especialmente en las figuras a pequeña escala o en el fondo lejano de una obra de gran formato; incluso aunque no se pretenda que un espectador la perciba, excepto si la examina de cerca. Los esquemas, croquis, bocetos, bosquejos, esbozos, modelli y otras representaciones pictóricas hechas a propósito con un efecto non finito (sean o no obras terminadas) usan la estilización como recurso obvio. El propio concepto de disegno ("diseño", "dibujo", del latín designare -"delimitar", "trazar"-) está en la misma esencia de las artes plásticas, y consiste esencialmente en reducir una entidad compleja a trazos simples o delimitar su perfil. 
El reconocimiento de patrones es una de las características más marcadas de la psicología humana, y una de sus consecuencias es la tendencia a encontrar formas estilizadas en cualquier manifestación natural (como las "caras de la Luna").

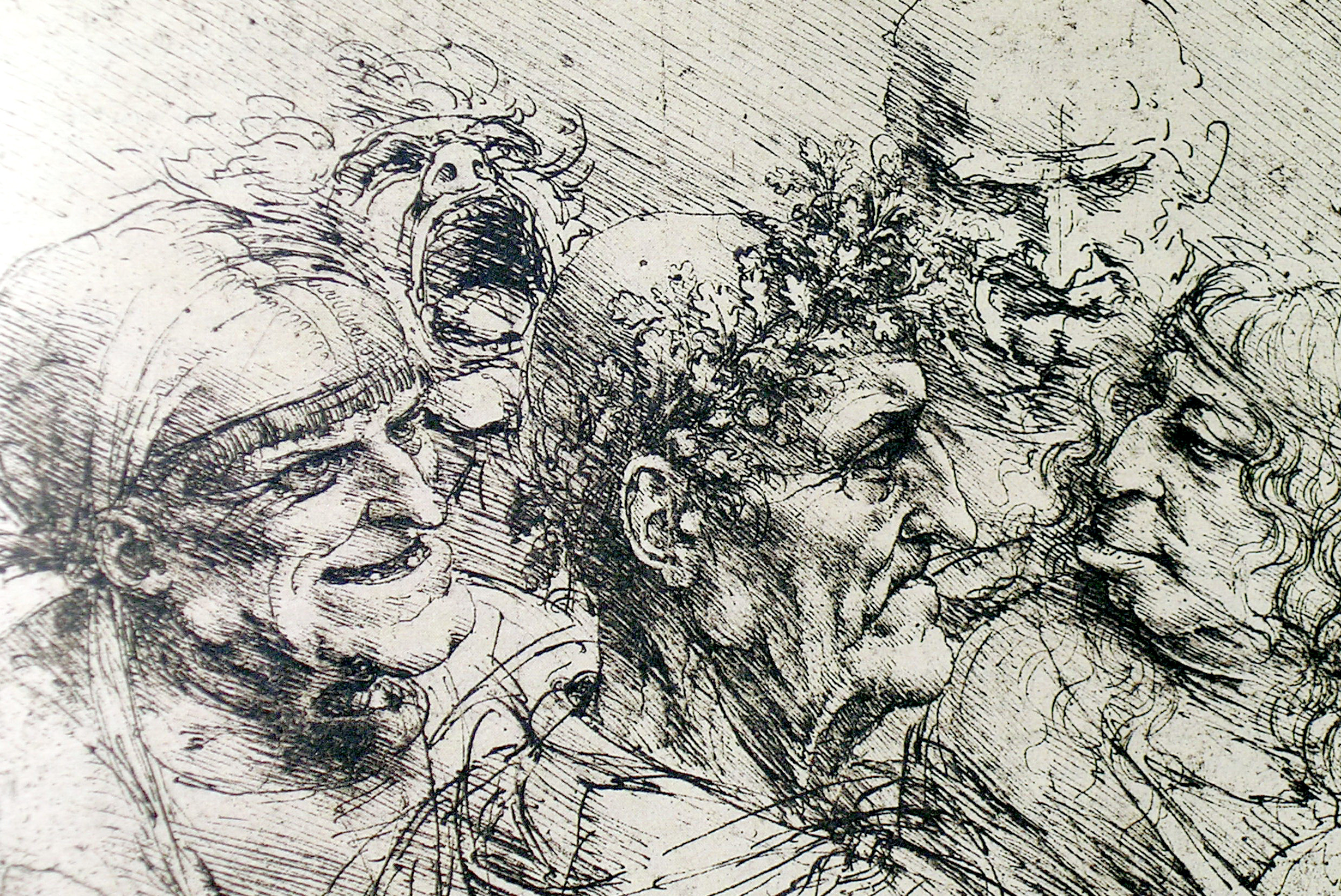
Caricaturas grotescas de Leonardo da Vinci.
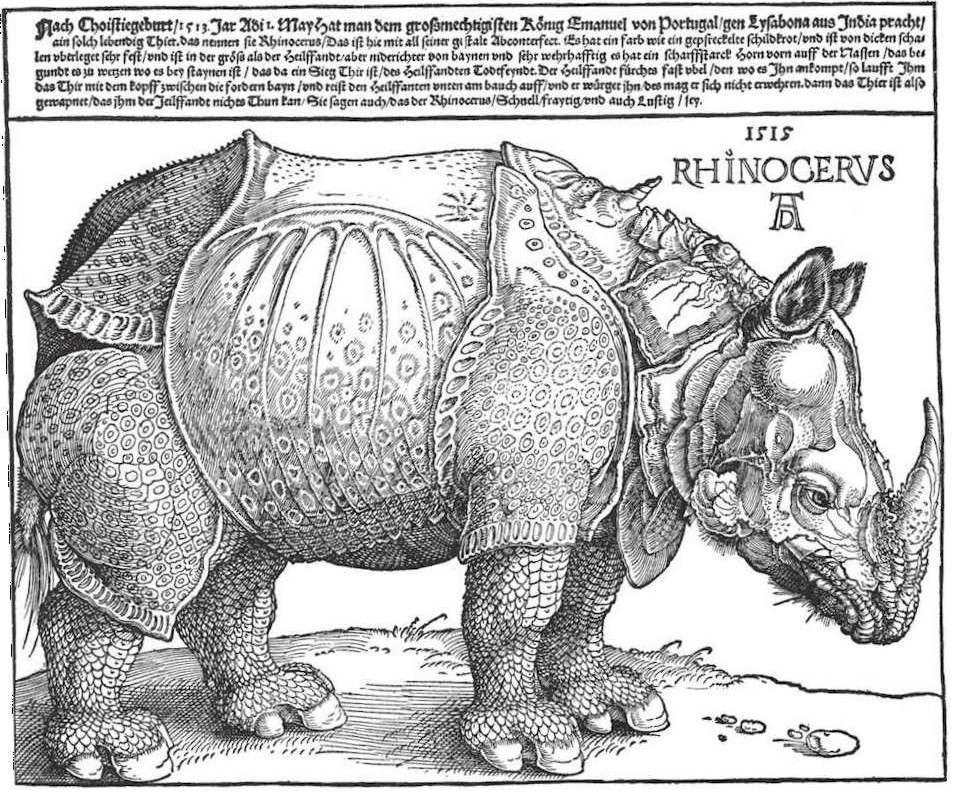
Rinoceronte de Durero, 1515.
Los logotipos de los partidos socialistas o socialdemócratas incluyen las figuras estilizadas de un puño y una rosa (desde 1971)
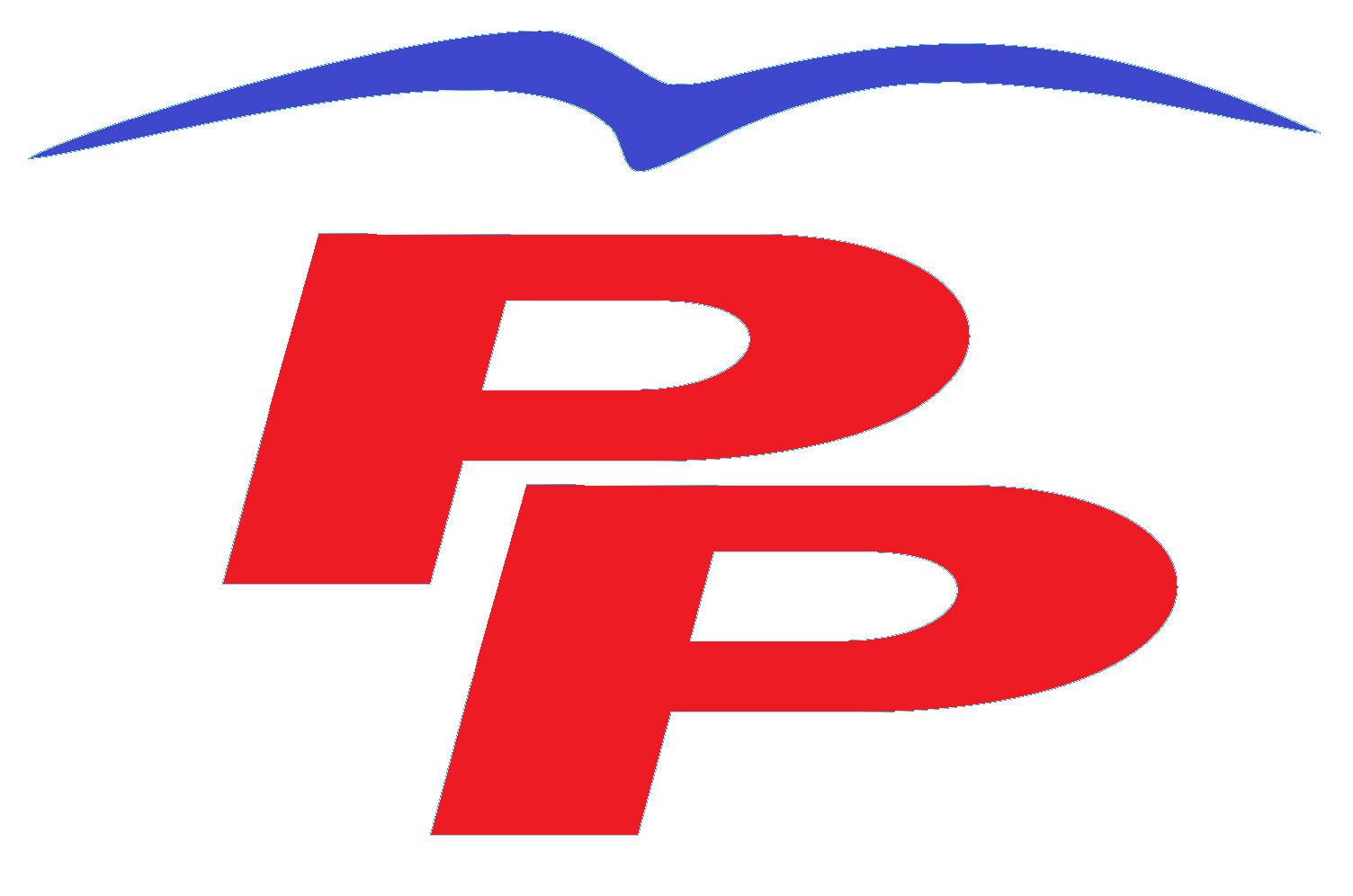
Logotipo de un partido político español (PP), que incluye la figura estilizada de un ave (interpretada habitualmente como una gaviota, su creador indicó que era un charrán).
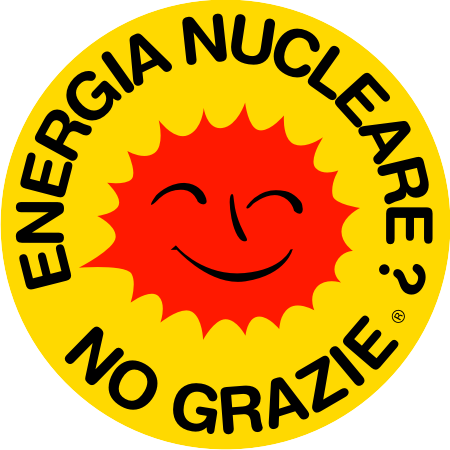
El "Sol sonriente" se usa como emblema de la propaganda antinuclear desde su creación por Anne Lund en 1975.